# Skulpturer av svenska regenter

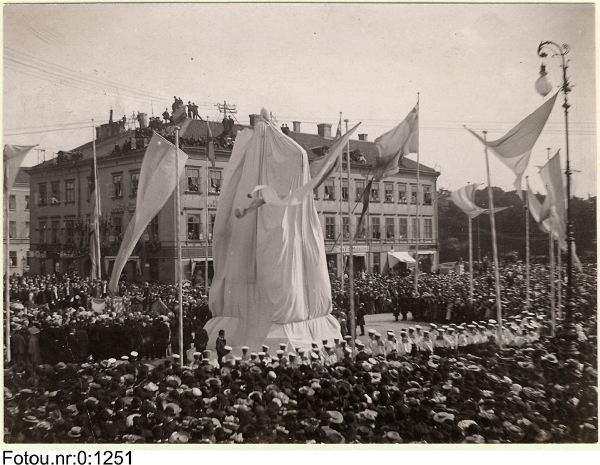
Avtäckningen av Karl IX-statyn i Göteborg av John Börjeson, 1904

Gustav II Adolfs byst vid rådhuset i Umeå avtäckes av kronprins Gustaf Adolf 1924.

Skulpturer av svenska regenter har rests från 1600-talet och framåt.

## Historik

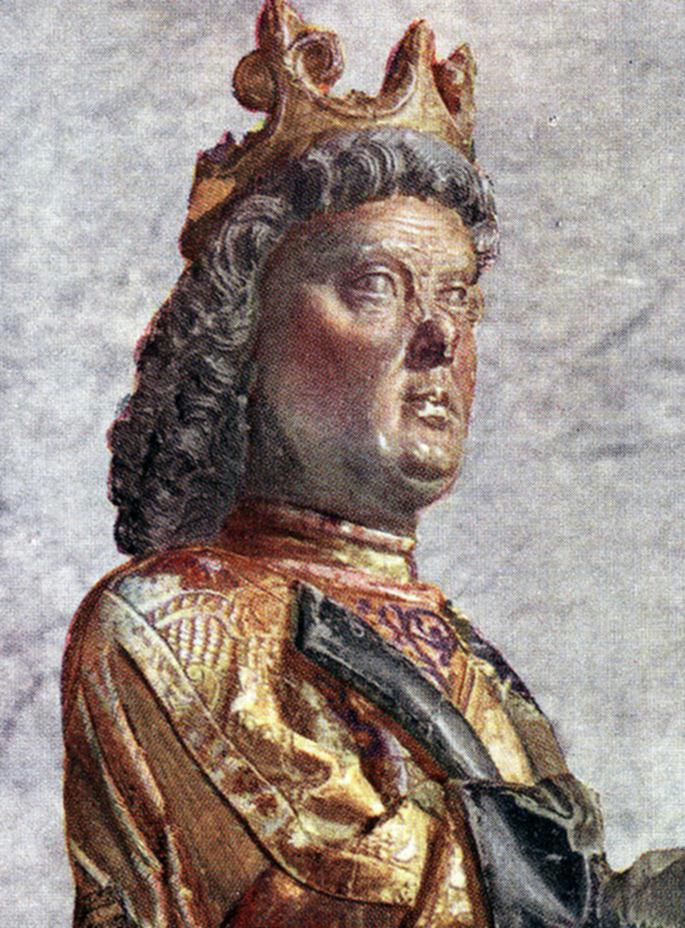
Karl Knutsson i Gripsholms slott, 1480-talet

Under medeltiden snidades träskulpturer i Sverige, framför allt av madonnor, för placering i kyrkor. I samma tradition lät Sten Sture den äldre göra träskulpturen Sankt Göran och draken som ett äreminne över Slaget vid Brunkeberg 1471, med sig själv avbildad som Sankt Göran. Skulpturen placerades i Storkyrkan i Stockholm. Det är inte klarlagt vilka bildhuggare som är upphovsmän till verket, och inte heller var den har gjorts.
Sankt Göran och draken har senare, under 1910-talet, kopierats och gjutits i brons för att också placeras utomhus på Köpmantorget i Gamla stan i Stockholm.
Porträtt av svenska kungar såsom utomhusstatyer har diskuterats och rests sedan 1700-talet. Diskussionen är ungefär jämngammal med den senare fasen av uppförandet av Stockholms slott, vilket var det första storskaliga konstprojektet i Sverige efter de medeltida katedralbyggena och till vilket skulptörer och andra kontrakterades från Frankrike. Redan i början av 1700-talet planerades av Nikodemus Tessin den yngre en ryttarstaty av Karl XI som centralpunkt på borggården på det nya Stockholms slott. Vid denna tidpunkt hade Danmark redan sedan 1688 sin första ryttarstaty med Kristian V på Kongens Nytorv i Köpenhamn. En staty av Karl XI skissades också av den vid slottsbygget verksamme franske skulptören Bernard Foucquet d.ä., vilken dock ej realiserades.
Den första offentliga kungastatyn blev i stället en byst av Fredrik I, som placerade i Kungsträdgården i Stockholm 1767 och senare ersattes av en Karl XII-staty. Vid samma tid planerades en ryttarstaty av Gustav II Adolf på Gustav Adolfs torg i Stockholm av den också i Sverige verksamma franska skulptören Pierre Hubert L'Archevêque. Denna staty kom dock efter förseningar att invigas först 1796, och samma skulptör hann dessförinnan, på uppdrag av adelsståndet, färdigställa en staty av Gustav Vasa på torget framför Riddarhuset 1774. Gustav Vasa-statyn blev därmed den första regentskulpturen i helfigur som restes utomhus i Sverige. Redan 1644 hade i dock Warszawa rests en kolonn med en staty av Sigismund, vilken också var kung av Polen och storfurste av Litauen.
Flest kungastatyer restes i Sverige under 1800-talet vilket bland hade samband med nationalromantiken och tanken om att stärka nationalkänslan i landet. Under denna period tillkom också de första kungsstatyerna utanför Stockholm i Norrköping av Karl XIV Johan 1846 och i Göteborg bildhuggaren Bengt Erland Fogelbergs staty av Gustav II Adolf 1854.
Under de första decennierna av 1900-talet ebbade denna verksamhet i stort sett ut, men bland annat restes en ryttarstaty av Karl IX i Göteborg 1904. Under de senaste tre decennierna har dock enstaka nya projekt realiserats, nämligen en skulptur av Johan III av Per Nilsson-Öst i Hudiksvall 1982, en skulptur av Magnus Ladulås i Jönköping 1984 och en byst av drottning Kristina av Thomas Frisk i Halmstad 2000.

## Lokalisering

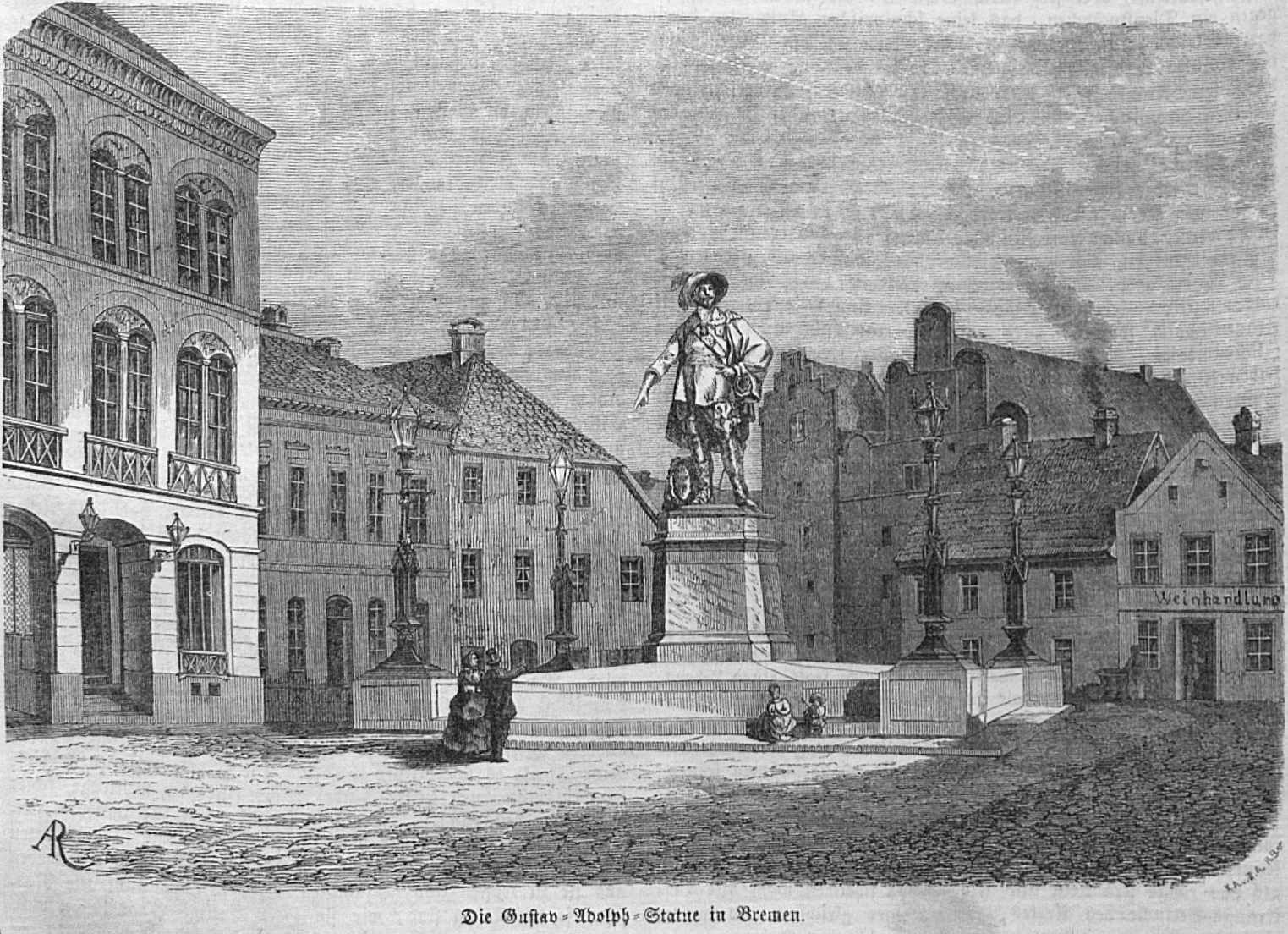
Gustav II Adolf i Bremen av Bengt Erland Fogelberg, 1851-omkring 1942

Stockholm är, i sin roll som huvudstad, den stad som har i särklass flest skulpturer av svenska regenter. Flertalet av dessa finns i närhet av Stockholms slott: i Gamla stan, på Riddarholmen, i Kungsträdgården och på Stadshusterrassen. De senast tillkomna ryttarstatyerna i Stockholm, av Karl X Gustav och Karl XV, finns mer perifert lokaliserade på Kungliga Djurgården.
I Uppsala och i Rottneros skulpturpark finns vardera tre regentskulpturer. Göteborg, Karlskrona och Örebro har vardera två statyer och även Halmstad, om man inräknar Edvin Öhrströms skulptur Kungamötet med Gustav II Adolf och danske kungen Kristian IV. På ytterligare ett drygt tiotal platser i Sverige finns enstaka skulpturer.
Utanför nuvarande Sveriges gränser finns statyer och byster av Gustav II Adolf i Åbo i Finland, i Tyskland, i Estland och i Minnesota i USA. Dessutom finns kungastatyer av Karl IV Johan i Norge, av Margareta i Danmark och av Sigismund i Polen. Det finns också en staty i Viborg i Ryssland av de facto-regenten under Birger Magnussons omyndighet och tillika stadsgrundaren, marsken Torgils Knutsson.
Vanligen har kungastatyer placerats på centrala och prestigefulla platser i städerna, ofta på de största torgen (Stortorget i Malmö/Karl X Gustav, Gustaf Adolfs torg i Göteborg/Gustav II Adolf, Kungsportsplatsen i Göteborg/Karl IX, Stortorget i Karlskrona/Karl XI), centralt lokaliserade parker (Karl Johansparken i Norrköping/Karl XIV Johan) eller ortens största stråk (Storgatan i Örebro/Karl XIV Johan, Mora/Gustav Vasa).

### Platser med mer än en regentskulptur
- 17 skulpturer i Stockholm (samtliga avbildade regenter utom Magnus Ladulås och Johan III)
- Tre skulpturer i Rottneros skulpturpark (Christian Erikssons två Engelbrektsskulpturer samt skiss till Carl Milles Engelbrektsmonument)
- Tre skulpturer i Uppsala (Sten Sture den äldre, Gustav Vasa och Karl XIV Johan)
- Tre skulpturer i Göteborg (Karl IX, Gustav II Adolf och Gustav III)
- Två skulpturer i Örebro (Engelbrekt och Karl XIV Johan)
- Två skulpturer i Karlskrona (Karl XI och Karl XIII)
- Två skulpturer i Halmstad (Gustav II Adolf, Kristina)

## Avporträtterade regenter
Från och med arvskungadömets införande med Gustav Vasa på 1500-talet till och med Gustav VI Adolf har alla regenter utom fem hedrats med minst en staty i Sverige (om man inräknar den begränsade period som Fredrik I:s byst fanns i Kungsträdgården i Stockholm). Över Sigismund finns en skulptur i Warszawa i hans egenskap av polsk kung under namnet Zygmunt III Waza. I Roskilde finns en ryttarstaty av drottning Margareta. Erik XIV, Adolf Fredrik och Gustav IV Adolf har inte hedrats med offentliga skulpturer. Av Gustav IV Adolf finns dock på Orangerimuseet en marmorbyst av honom som litet barn, skulpterad av Johan Tobias Sergel.

### Regenter med fler än två skulpturer
- 14 skulpturer av Gustav II Adolf
- Sju skulpturer av Gustav Vasa
- Sex skulpturer av Engelbrekt

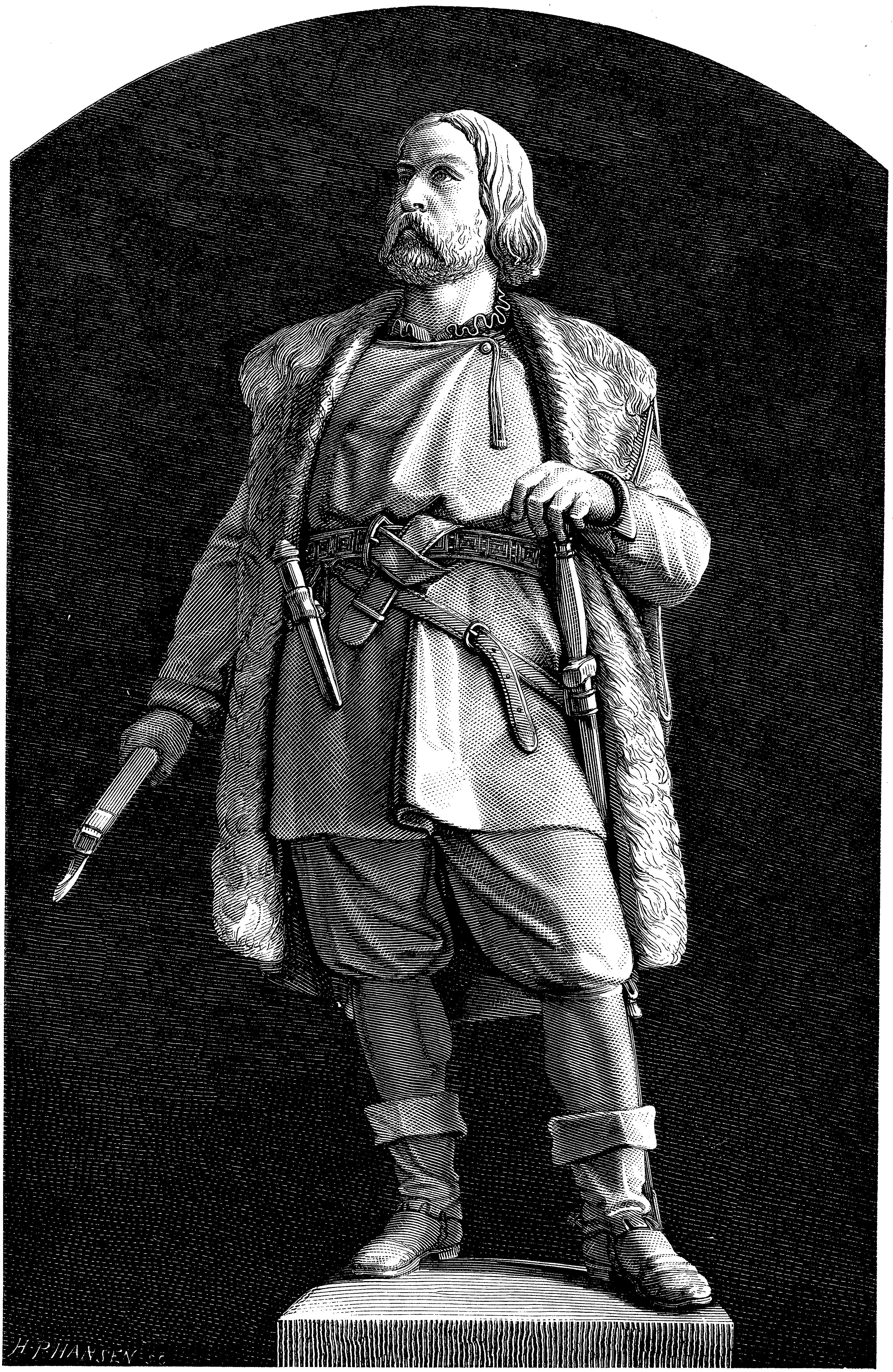
Modell till statyn över Engelbrekt Engelbrektsson i Örebro, från Svensk Familj-Journalen.

- Fem skulpturer av Karl XIV Johan (inklusive ryttarstatyn i Oslo)
- Tre skulpturer av Karl IX
- Tre skulpturer av Karl X Gustav
- Tre skulpturer av Gustav III

### Initiativ till regentskulpturer
Motiven för att resa statyer är skiftande och initiativen har kommit från olika håll.
Initiativen har i några fall kommit från kungahåll. Den första statyn, Sankt Göran och draken, tillkom på initiativ av Sten Sture den äldre själv för att hylla sin seger över danskarna på Brunkeberg. Under mitten av 1700-talet initierade Gustav III vad som var tänkt att bli den första kungastatyn i helformat utomhus, den över Gustav II Adolf i Stockholm och också till statyn av Gustav II Adolf och Axel Oxenstierna, som är placerad under drottning Kristinas lind i Svartsjö slottspark. Han tog också senare initiativ till staty över sig själv. Karl XIV Johan tog initiativ till att få till stånd en staty över sin föregångare och adoptivfar Karl XIII i Kungsträdgården och han bekostade den också med egna medel.
I ett flertal fall har lokala grupper av borgare tagit initiativ att resa ett äreminne över stadens grundare. Under Vasa-kungarna Karl IX och Gustav II Adolf  grundades ett stort antal städer och detta har lett till att dessa regenter fått särskilt många statyer resta till minne efter sig. Andra exempel är statyerna över Torgils Knutsson i Viborg, Magnus Ladulås i Jönköping, Johan III i Hudiksvall, Karl IX i Karlstad och Karl XI i Karlskrona är ett exempel på detta.
På liknande sätt har lokala grupper tagit initiativ med utgångspunkt i viktiga historiska händelser som varit knutna till regenter, till exempel valet av Jean Baptiste Bernadotte till tronarvinge (Örebro), ett historiskt kungamöte (Halmstad), början till Gustav Vasas uppror (Mora) och det första riksmötet (Engelbrekt/Arboga). I andra fall är sambandet mindre uppenbart. Norrköpings textilindustriägare önskade således hylla Karl XIV Johan för den protektionistiska politik han förde, vilket gynnade uppkomsten av en stark textilindustri i staden.
En av statyerna har tillkommit i opposition till en annan kungastaty, nämligen den av adelsståndet initierade och bekostade statyn över Gustav Vasa utanför Riddarhuset. Stockholm. Riddarskapet var angeläget om att Gustav Vasa-statyn skulle resas först och lyckades också fördröja arbetet med den av kungen favoriserade Gustav Adolfsstatyn.

## Utformning
Genomgående har omsorg och medel lagts ned på att regentskulpturerna ska hålla en hög konstnärlig kvalitet. Skulptörer har sedan 1800-talet oftast valts i konkurrens efter tävlingar. I avsaknad av inhemska bildhuggare var de tidiga konstnärerna bakom skulpturer i Sverige, under medeltiden och fram till mitten av 1700-talet, utlänningar, oftast kontrakterade för att arbeta i Sverige. Johan Tobias Sergel var den förste utbildade svenske skulptören, och från hans tid har alla konstnärer av regentskulpturer i Sverige varit svenskar, utom beträffande Karl XIV-statyn i Norrköping 1846. Av kostnadsskäl valdes i det fallet Bayern-skulptören Ludwig Schwanthaler ut för detta uppdrag, med billigare gjutning lokalt i München.

### Ryttarstatyer

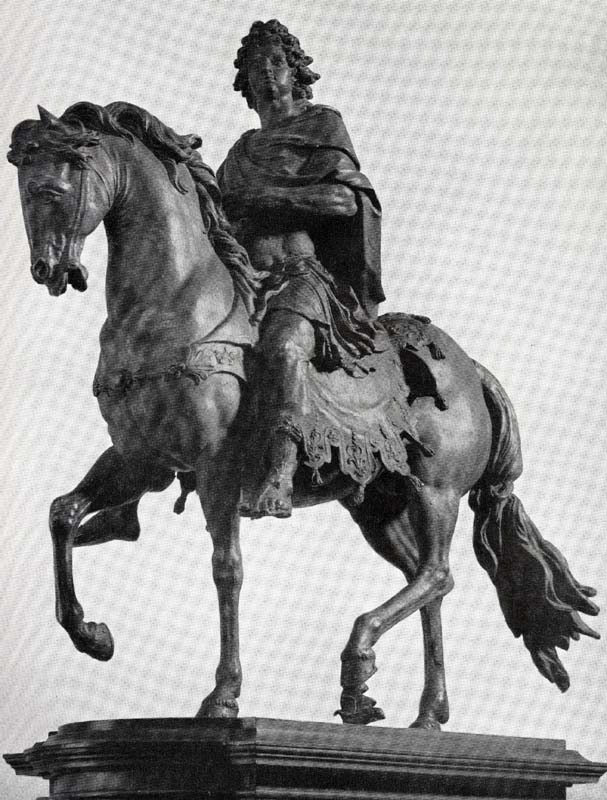
Karl XI av Bernard Foucquet, maquette, omkring 1700.

Med tre undantag, Magnus Stenbocks staty i Helsingborg, Folke Filbyter som ryttare på Folkungabrunnen i Linköping och Husarmonumentet i Eksjö, är de klassiska tio ryttarstatyerna i Sverige porträtt av regenter. De sex kungar eller riksföreståndare till häst som finns i åtta statyer i fem städer är Sten Sture den äldre i Sten Sturemonumentet i Uppsala, Karl IX i Göteborg, Gustav II Adolf i Stockholm, Karl X Gustav i Malmö, Uddevalla och Stockholm samt Karl XIV Johans staty och Karl XV i Stockholm. Dessutom framställs Sten Sture i allegorisk form som ryttaren Sankt Göran i skulpturen Sankt Göran och draken i Stockholm.
Framför RO:s Torv i Roskilde finns sedan 2006 en ryttarstaty av unionsdrottningen Margareta, i Danmark benämnd Margarethe I. Utanför slottet i Oslo finns en ryttarstaty av unionskungen Karl Johan, som kung av Norge benämnd Karl III Johan, modellerad av Brynjulf Bergslien.
Ett ryttarprojekt för Stockholms slott har inte realiserats, nämligen av Karl XI med tänkt placering på inre borggården. John Börjeson gjorde en studie, som finns bevarad.

### Skulptörer med mer än en regentskulptur
- Sex skulpturer av Bengt Erland Fogelberg (inkluderar Gustav II Adolfsstatyn i Tartu, kopia av Göteborgsstatyn)
- Fyra skulpturer av John Börjeson
- Fyra skulpturer av Carl Milles
- Fyra skulpturer av Johan Tobias Sergel
- Tre skulpturer av Christian Eriksson
- Två skulpturer av Pierre Hubert L'Archevêque
- Två skulpturer av Carl Gustaf Qvarnström
- Två skulpturer av Otto Strandman

## Förstörda skulpturer
Ingen av de skulpturer av svenska regenter, som uppförts i Sverige, har förstörts under åren. Däremot har flera verk utomlands drabbats i samband med krig och maktskiften.
Ville Vallgrens statyn i Viborg över stadens grundläggare Torgils Knutsson restes 1908, när staden var en del av storfurstendömet Finland, under den ryske tsaren. Statyn lemlästades under den kommunistiska epoken, men reparerades och restes på nytt år 1993.
Det första exemplaret av Bengt Erland Fogelbergs staty av Gustav II Adolf för Göteborg göts 1851 i München. Under transporten till Göteborg förliste fartyget utanför Helgoland och ett nytt exemplar beställdes. Det första exemplaret bärgades och hamnande efter reparation i Bremen utanför domkyrkan, där det fanns fram till några år in på andra världskriget. Det togs då ned och statyn smältes för att ge råvara till den tyska krigsindustrin.
I Tartu hade år 1928 rests en av Otto Strandman modellerad staty över Gustav II Adolf på Kungstorget vid Tartu universitets huvudbyggnad, vilken togs bort av de sovjetiska myndigheterna 1950 och möjligen blev nedsmält för att ge material till en staty av Vladimir Lenin. Denna staty ersattes 1992 av ett nygjutet exemplar av Bengt Erland Fogelbergs Göteborgsstaty.

## Ej genomförda statyprojekt

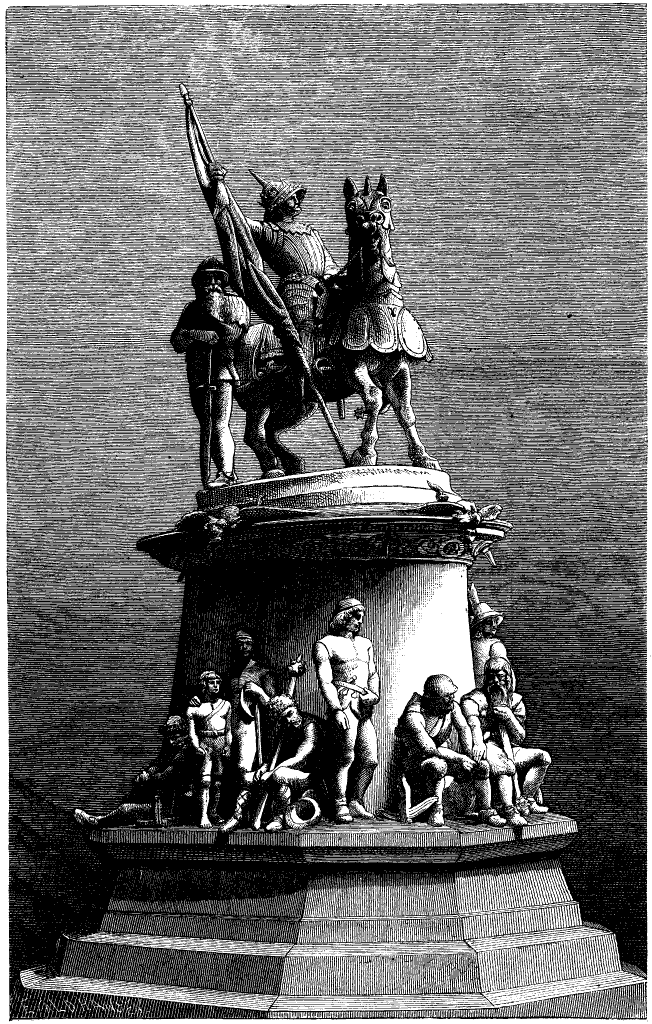
Sten Sture den äldre, maquette till ej utförd staty på Brunkebergstorg i Stockholm av John Börjeson, 1870-talet

Vid 1700-talets början gjorde den till slottsbygget i Stockholm knutne franske skulptören Bernard Foucquet på Nikodemius Tessin den yngres uppdrag ett förslag till en ryttarstaty av Karl XI att placeras som centralpunkt på borggården. Förslaget föll i och med att slottsbygget lades i malpåse som en följd av landets ekonomiska problem under de långvariga krigen i slutet av den karolinska epoken. Foucquets maquette i brons förvaras i Kungliga husgerådskammaren. 
Under 1870-talet diskuterades en ryttarstaty av Sten Sture den äldre på Brunkebergstorg som ett äreminne över den svenska segern över den danska armén i Slaget vid Brunkeberg år 1471. John Börjeson gjorde ett förslag och också en maquette i brons, vilken finns på Orangerimuseet. Något sådant skulpturprojekt realiserades inte, men ett halvt sekel senare tillkom genom ett annat initiativ Sten Sturemonumentet i Uppsala av Carl Milles.

## Kontroverser kring regentskulpturer
Adeln motarbetade Gustav III:s förslag till staty över Gustav II Adolf i Stockholm med anledning av att denne var en arvkung och kunde åstadkomma en fördröjning, så att adelns alternativa Gustav Vasastaty blev färdig först. För att inte reta kungen genomfördes dock invigningen tidigt i gryningen utan ceremonier.
Den staty av Karl XIII, som hans efterträdare Karl XIV lät uppföra i Kungsträdgården, var tidigare impopulär, delvis därför att Karl XIII ansågs ha varit passiv som regent. Den vaktades i början mot vandalisering under lång tid och så sent som 1909 anordnade Dagens Nyheter en tävling om bästa förslag om vad man borde göra med statyn.
Även i nutid förekommer dispyter om regentskulpturer. I april 2010 utbröt en mindre kontrovers om Karl X Gustavstatyn i Malmö. I samband med ärendebehandling om Stortorgets omformning krävde Folkpartiet i tekniska nämnden att den skulle tas bort från torget. En av ledamöterna anförde som argument att Karl X Gustav kunde beskrivas "närmast som en Skånehatare".

## Förteckning över skulpturer
Förteckningen tar upp fler än 60 skulpturer av svenska regenter och de facto-regenter placerade utomhus, samt i ett fåtal fall inomhus, till exempel den stora skulpturen av Gustav Vasa av Carl Milles inomhus i Nordiska Museet och en byst av Gustav II Adolf i rådhuset i Stralsund. Byster i övrigt, och reliefer, inomhus är inte inkluderade.
Skulpturerna finns i Sverige, Finland, Estland, Tyskland, Norge, Polen, Ryssland och USA. Utöver kungar och drottningar, tas i förteckningen upp skulpturer av tre personer som var regenter, men inte varit av kunglig börd, nämligen riksföreståndaren Sten Sture den äldre, samt Birger jarl och Torgils Knutsson, de facto-regent under minderåriga kungars uppväxt. Även rikshövitsmannen Engelbrekt Engelbrektsson är med i förteckningen.
I Skåneland, som före 1658 var danskt, finns utanför förteckningen Bertel Thorvaldsens skulptur av den danske kungen och stadsgrundaren Kristian IV i en väggnisch på rådhuset Kristianstad och en av samma kung i Halmstad på Edvin Öhrströms Kungamötet tillsammans med Gustav II Adolf.

### Exteriöra skulpturer i Sverige
| Regent (inklusive de facto-regenter under kungars omyndigheter) | Bild | Invigd år            | Skulptör                   | Ort                            | Plats                                               | Anmärkning                                                                                 | Koordinater                                                                                             |
| --------------------------------------------------------------- | ---- | -------------------- | -------------------------- | ------------------------------ | --------------------------------------------------- | ------------------------------------------------------------------------------------------ | --- |
| Birger jarl                                                     |      | 1854                 | Bengt Erland Fogelberg     | Stockholm                      | Birger Jarls Torg, Riddarholmen                     |                                                                                            | 59°19′30.38″N 18°3′49.87″Ö / 59.3251056°N 18.0638528°Ö                                                  |
| Magnus Ladulås                                                  |      | 1984                 | Rune Karlzon               | Jönköping                      | Skolgatan                                           |                                                                                            | |
| Engelbrekt                                                      |      | 1865                 | Carl Gustaf Qvarnström     | Örebro                         | Stortorget                                          |                                                                                            | 59°16′19.3″N 15°12′45″Ö / 59.272028°N 15.21250°Ö                                                        |
| Engelbrekt                                                      |      | 1916                 | Christian Eriksson         | Stockholm Sunne kommun         | Kornhamnstorg i Gamla stan Rottneros skulpturpark   | Se: Bågspännaren                                                                           | 59°19′22″N 18°04′17″Ö / 59.32278°N 18.07139°Ö 59°48′06.31″N 13°07′19.52″Ö / 59.8017528°N 13.1220889°Ö   |
| Engelbrekt                                                      |      | 1932                 | Christian Eriksson         | Stockholm Sunne kommun         | utanför Stockholms stadshus, Rottneros skulpturpark |                                                                                            | |
| Engelbrekt                                                      |      | 1919                 | Karl Hultström             | Falun                          | vid Kristine kyrka                                  |                                                                                            | 60°36′28″N 15°37′52″Ö / 60.60778°N 15.63111°Ö                                                           |
| Engelbrekt                                                      |      | 1935                 | Carl Eldh                  | Arboga                         | framför Heliga Trefaldighetskyrkan                  |                                                                                            | |
| Engelbrekt                                                      |      | (1926)               | Carl Milles                | Sunne kommun                   | Rottneros skulpturpark                              | skiss                                                                                      | 59°48′06.31″N 13°07′19.52″Ö / 59.8017528°N 13.1220889°Ö                                                 |
| Sten Sture den äldre                                            |      | 1925                 | Carl Milles                | Uppsala                        | Kronåsen                                            | Se Sten Sturemonumentet ryttarstaty                                                        | 59°50′45.3″N 17°38′41.7″Ö / 59.845917°N 17.644917°Ö                                                     |
| Sten Sture den äldre                                            |      | 1912                 | okända konstnärer          | Stockholm                      | Köpmantorget vid Österlånggatan                     | avgjutning i brons av träskulpturen                                                        | 59°19′30.39″N 18°4′24.87″Ö / 59.3251083°N 18.0735750°Ö                                                  |
| Sten Sture den yngre                                            |      | 1973                 | Olle ”Kello” Karlsson      | Ulricehamn                     | Sanatorievägen 1                                    | Ryttarstaty i trä och metall                                                               | |
| Sten Sture den yngre                                            |      | 2003                 | okända konstnärer          | Ulricehamn                     | Sten Sturerondellen                                 | Kopparbeslagen plåt, pendang till Kellos originalverk                                      | |
| Gustav Vasa                                                     |      | 1774                 | Pierre Hubert L'Archevêque | Stockholm                      | framför Riddarhuset                                 | Sveriges första regentskulptur i helfigur                                                  | 59°19′32.59″N 18°3′57.76″Ö / 59.3257194°N 18.0660444°Ö                                                  |
| Gustav Vasa                                                     |      | 1864                 | Carl Gustaf Qvarnström     | Västerås                       | Vasaparken                                          | byst Västerås första offentliga konstverk                                                  | |
| Gustav Vasa                                                     |      | 1827                 | Bengt Erland Fogelberg     | Uppsala                        | Borggården på Uppsala slott                         | byst                                                                                       | 59°51′12″N 17°38′09″Ö / 59.85333°N 17.63583°Ö                                                           |
| Gustav Vasa                                                     |      | 1903                 | Anders Zorn                | Mora                           | Morastrand                                          |                                                                                            | |
| Gustav Vasa                                                     |      | 1924                 | Ida Matton                 | Gävle                          | Kvarnparken                                         |                                                                                            | |
| Gustav Vasa                                                     |      | 1851                 | Johan Tobias Sergel        | Tidigare Stensö, numera Kalmar | Stadsparken vid Kalmar slott                        | byst                                                                                       | 56°39′37,35″N 16°21′21,03″Ö / 56.65000°N 16.35000°Ö                                                     |
| Johan III                                                       |      | 1982                 | Per Nilsson-Öst            | Hudiksvall                     | Hamnen                                              |                                                                                            | |
| Karl IX                                                         |      | 1904                 | John Börjeson              | Göteborg                       | Kungsportsplatsen                                   | Se"Kopparmärra" ryttarstaty                                                                | 57°42′16.21″N 11°58′10.69″Ö / 57.7045028°N 11.9696361°Ö                                                 |
| Karl IX                                                         |      | 1926                 | Christian Eriksson         | Karlstad                       |                                                     |                                                                                            | |
| Karl IX                                                         |      | 1998                 | Anna Laaksonen             | Nyköping                       | Utanför Sörmlands museum                            | byst                                                                                       | |
| Gustav II Adolf                                                 |      | 1796                 | Pierre Hubert L'Archevêque | Stockholm                      | Gustav Adolfs torg                                  | ryttarstaty, göts efter 1788, restes 1791 Se: Gustav II Adolfs staty, Stockholm            | 59°19′45.94″N 18°4′7.69″Ö / 59.3294278°N 18.0688028°Ö                                                   |
| Gustav II Adolf                                                 |      | slutet av 1700-talet | Johan Tobias Sergel        | Svartsjö slott, Ekerö kommun   | vid Drottning Kristinas lind i slottsparken         | marmor, beställd av Gustav III                                                             | 59°21′46″N 17°43′40″Ö / 59.36278°N 17.72778°Ö                                                           |
| Gustav II Adolf                                                 |      | 1854                 | Bengt Erland Fogelberg     | Göteborg                       | Gustaf Adolfs torg                                  | andra exemplaret Göteborgs första offentliga skulptur Se: Gustav II Adolfs staty, Göteborg | 57°42′25.56″N 11°58′0.57″Ö / 57.7071000°N 11.9668250°Ö                                                  |
| Gustav II Adolf                                                 |      | 1911                 | Harald Sörensen-Ringi      | Sundsvall                      | Stora torget                                        | helfigur                                                                                   | |
| Gustav II Adolf och Kristian IV av Danmark                      |      | 1952                 | Edvin Öhrström             | Halmstad                       | framför Stadshuset                                  | namn Kungamötet                                                                            | |
| Gustav II Adolf                                                 |      | 1952                 | Axel Wallenberg            | Borås                          | Stora Torget                                        | byst                                                                                       | |
| Gustav II Adolf                                                 |      | 1921                 | Gösta Almgren              | Luleå                          | Stadsparken                                         | byst                                                                                       | |
| Gustav II Adolf                                                 |      | 1924                 | Otto Strandman             | Umeå                           | Utanför Umeå rådhus                                 | byst                                                                                       | |
| Kristina                                                        |      | 1923                 | Aron Sandberg              | Stockholm                      | på Stockholms stadshus fasad, nordvästra hörnet     |                                                                                            | |
| Kristina                                                        |      | 2000                 | Thomas Frisk               | Halmstad                       | Drottning Kristina-passagen                         | byst                                                                                       | |
| Karl X Gustav                                                   |      | 1896                 | John Börjeson              | Malmö                          | Stortorget                                          | ryttarstaty                                                                                | 55°36′22.08″N 13°0′0.88″Ö / 55.6061333°N 13.0002444°Ö                                                   |
| Karl X Gustav                                                   |      | 1915                 | Theodor Lundberg           | Uddevalla                      | Kungstorget                                         | ryttarstaty                                                                                | |
| Karl X Gustav                                                   |      | 1917                 | Gustaf Malmquist           | Stockholm                      | framför Nordiska museet                             | ryttarstaty                                                                                | 59°19′45″N 18°05′37″Ö / 59.32917°N 18.09361°Ö                                                           |
| Karl XI                                                         |      | 1897                 | John Börjeson              | Karlskrona                     | Stortorget                                          |                                                                                            | 56°9′38″N 15°35′9″Ö / 56.16056°N 15.58583°Ö                                                             |
| Karl XII                                                        |      | 1868                 | Johan Peter Molin          | Stockholm                      | Kungsträdgården                                     |                                                                                            | 59°19′48.08″N 18°4′19.93″Ö / 59.3300222°N 18.0722028°Ö                                                  |
| Gustav III                                                      |      | 1808                 | Johan Tobias Sergel        | Stockholm                      | Skeppsbron                                          | modellerad 1793, gjuten 1799                                                               | 59°19′36.29″N 18°4′29.9″Ö / 59.3267472°N 18.074972°Ö                                                    |
| Gustav III                                                      |      | 1923                 | Johan Tobias Sergel        | Göteborg Hällefors             | Näckrosdammen, Göteborg Mästarnas Park              | byst, avgjutning av marmorbyst från 1792                                                   | 57°41′42.31″N 11°58′58.7″Ö / 57.6950861°N 11.982972°Ö 59°47′2,36″N 14°31′3,69″Ö / 59.78333°N 14.51667°Ö |
| Karl XIII                                                       |      | 1821                 | Erik Gustaf Göthe          | Stockholm                      | Kungsträdgården                                     |                                                                                            | 59°19′53″N 18°4′17″Ö / 59.33139°N 18.07139°Ö                                                            |
| Karl XIII                                                       |      | 1902                 | Johan Niklas Byström       | Karlskrona                     | Hoglands park                                       | marmor                                                                                     | |
| Karl XIV Johan                                                  |      | 1846                 | Ludwig Schwanthaler        | Norrköping                     | Karl Johans park                                    |                                                                                            | 58°35′40″N 16°11′4″Ö / 58.59444°N 16.18444°Ö                                                            |
| Karl XIV Johan                                                  |      | 1854                 | Bengt Erland Fogelberg     | Stockholm                      | Slottsbacken                                        | ryttarstaty, tidigare vid Slussplan. Nyinvigd 2018.                                        | 59°19′19.01″N 18°4′23.89″Ö / 59.3219472°N 18.0733028°Ö                                                  |
| Karl XIV Johan                                                  |      | 1919                 | Alfred Ohlson              | Örebro                         | Storgatan                                           |                                                                                            | |
| Karl XIV Johan                                                  |      | 1854                 | Bengt Erland Fogelberg     | Uppsala                        | Engelska parken                                     | byst                                                                                       | 59°51′16″N 17°37′44″Ö / 59.85444°N 17.62889°Ö                                                           |
| Karl XV                                                         |      | 1909                 | Charles Friberg            | Stockholm                      | Lejonslätten, Djurgården                            | ryttarstaty                                                                                | 59°19′40″N 18°5′50″Ö / 59.32778°N 18.09722°Ö                                                            |
| Oscar II                                                        |      | 1897                 | Edvard Brambeck            | Marstrand                      | Utanför Societetshuset                              | byst                                                                                       | 57°53′18″N 11°34′46″Ö / 57.88833°N 11.57944°Ö                                                           |
| Gustaf V                                                        |      | 1935                 | Anders Jönsson             | Stockholm                      | Stockholms stadion                                  | byst                                                                                       | |
| Gustaf VI Adolf                                                 |      | 1973                 | Peter Linde                | Stockholm                      | Stockholms stadion                                  | byst                                                                                       | |

### Interiöra skulpturer i Sverige (urval)
| Regent (inklusive de facto-regenter under kungars omyndigheter) | Bild | Invigd år         | Skulptör                    | Ort         | Plats                                               | Anmärkning                                                        | Koordinater                                        |
| --------------------------------------------------------------- | ---- | ----------------- | --------------------------- | ----------- | --------------------------------------------------- | ----------------------------------------------------------------- | -------------------------------------------------- |
| Engelbrekt                                                      |      | 1936              | Stig Blomberg               | Örebro      | Vapensalen i Örebro slott                           | Stayett i väggnisch                                               | 59°16′26″N 15°12′55″Ö / 59.27389°N 15.21528°Ö      |
| Karl Knutsson                                                   |      | 1480-talet        | okänd konstnär              | Mariefred   | Gripsholms slott, Svenska statens porträttsamling   | träskulptur                                                       | 59°15′22″N 17°13′09″Ö / 59.25611°N 17.21917°Ö      |
| Sten Sture den äldre                                            |      | 1489              | okända konstnärer           | Stockholm   | Storkyrkan                                          | träskulptur Se: Sankt Göran och draken                            | 59°19′33″N 18°04′13″Ö / 59.32583°N 18.07028°Ö      |
| Gustav Vasa                                                     |      | 1925              | Carl Milles                 | Stockholm   | Nordiska Museet                                     | ek, också tidigare i gips                                         | 59°19′44.8″N 18°5′37.2″Ö / 59.329111°N 18.093667°Ö |
| Gustav II Adolf                                                 |      | 1782              | Johan Tobias Sergel         | Solna       | Orangerimuseet\|                                    |                                                                   |                                                    |
| Gustav II Adolf                                                 |      | 1840-talet        | Johan Niclas Byström        | Stockholm   | Rikssalen, Stockholms slott                         |                                                                   | 59°19′37″N 18°04′18″Ö / 59.32694°N 18.07167°Ö      |
| Karl X Gustav                                                   |      | 1830-talet        | Johan Niclas Byström        | Stockholm   | västra valvet, Stockholms slott                     | iklädd romersk dräkt                                              | 59°19′37″N 18°04′18″Ö / 59.32694°N 18.07167°Ö      |
| Karl XI                                                         |      | 1830-talet        | Johan Niclas Byström        | Stockholm   | östra valvet, Stockholms slott                      | iklädd romersk dräkt                                              | 59°19′37″N 18°04′18″Ö / 59.32694°N 18.07167°Ö      |
| Karl XII                                                        |      | 1830-talet        | Johan Niclas Byström        | Stockholm   | västra valvet, Stockholms slott                     |                                                                   | 59°19′37″N 18°04′18″Ö / 59.32694°N 18.07167°Ö      |
| Karl XII                                                        |      | 1747, gjuten 1749 | Jacques-Philippe Bouchardon | Stockholm   | Stockholms slott                                    | byst                                                              | 59°19′37″N 18°04′18″Ö / 59.32694°N 18.07167°Ö      |
| Gustav IV Adolf                                                 |      | 1780              | Johan Tobias Sergel         | Solna       | Orangerimuseet                                      | Gustav IV Adolf som barn                                          |                                                    |
| Karl XIII                                                       |      | 1830-talet        | Johan Niclas Byström        | Stockholm   | västra valvet, Stockholms slott                     | iklädd romersk dräkt                                              | 59°19′37″N 18°04′18″Ö / 59.32694°N 18.07167°Ö      |
| Karl XIII                                                       |      | 1781              | Johan Tobias Sergel         | Solna       | Orangerimuseet                                      | Karl XIII som hertig                                              |                                                    |
| Karl XIV Johan                                                  |      | 1840-talet        | Johan Niclas Byström        | Stockholm   | Rikssalen, Stockholms slott                         |                                                                   | 59°19′37″N 18°04′18″Ö / 59.32694°N 18.07167°Ö      |
| Oscar I                                                         |      | 1850-talet        |                             | Göteborg    | Börsen                                              | marmor                                                            |                                                    |
| Oscar II                                                        |      | 1900-talet        |                             | Helsingborg | Oscarsalen, Sofiero slott                           | byst                                                              |                                                    |
| Carl XVI Gustaf                                                 |      | 2006              |                             | Stockholm   | Victoriasalen, Bernadottevåningen, Stockholms slott | byst i marmor, gåva från Svenskt näringsliv på kungens födelsedag | 59°19′37″N 18°04′18″Ö / 59.32694°N 18.07167°Ö      |

### Andra länder
| Regent (inklusive de facto-regenter under kungars omyndigheter) | Bild | Invigd år    | Skulptör                      | Ort                       | Plats                                           | Anmärkning                                           | Koordinater                                             |
| --------------------------------------------------------------- | ---- | ------------ | ----------------------------- | ------------------------- | ----------------------------------------------- | ---------------------------------------------------- | ------------------------------------------------------- |
| Torgils Knutsson                                                |      | omkring 1907 | Ville Vallgren                | Viborg i Ryssland         | framför gamla rådhuset                          | nedtagen, efter reparation åter rest 1993            | 60°42′33″N 28°44′39″Ö / 60.70917°N 28.74417°Ö           |
| Margareta                                                       |      | 2006         | Anne Marie Carl-Nielsen       | Roskilde i Danmark        | framför RO:s Torv                               | ryttarstaty skisserad omkring 1897                   |                                                         |
| Sigismund                                                       |      | 1644         | Clemente Molli                | Warszawa i Polen          | Slottsplatsen                                   |                                                      |                                                         |
| Gustav II Adolf                                                 |      | 1856         | Bengt Erland Fogelberg        | Bremen i Tyskland         | utanför domkyrkan i Bremen                      | första exemplaret nedsmält omkring 1942              | 53°04′31″N 8°48′32″Ö / 53.07528°N 8.80889°Ö             |
| Gustav II Adolf                                                 |      | 1992         | Bengt Erland Fogelberg        | Åbo i Finland             | framför Åbo hovrätt, Finland                    | den enda staty i helfigur av svensk regent i Finland |                                                         |
| Gustav II Adolf                                                 |      | 1992         | Bengt Erland Fogelberg        | Tartu i Estland           | Kungstorget vid Tartu universitets huvudbyggnad | ersatt Otto Strandmans staty, som tagits bort 1950   | 58°22′53.28″N 26°43′13.27″Ö / 58.3814667°N 26.7203528°Ö |
| Gustav II Adolf                                                 |      | 1886         | Ludwig Brunow och Franz Lange | Lützen i Tyskland         | Rådhusets fasad                                 |                                                      |                                                         |
| Gustav II Adolf                                                 |      |              |                               | Stralsund, Tyskland       | Rådhuset                                        | byst                                                 |                                                         |
| Gustav II Adolf                                                 |      | 1932         |                               | St. Peter, Minnesota, USA | Gustavus Adolphus College                       | byst                                                 | 44°19′25″N 93°58′18″V / 44.3235555°N 93.971738°V        |
| Karl XIV Johan/Karl III Johan                                   |      | 1875         | Brynjulf Bergslien            | Oslo i Norge              | framför slottet                                 | ryttarstaty                                          | 59°55′01″N 10°43′39″Ö / 59.91694°N 10.72750°Ö           |

### Tidigare skulpturer
| Regent (inklusive de facto-regenter under kungars omyndigheter) | Invigd år  | Skulptör                        | Ort             | Plats                                           | Anmärkning                                                                    | Koordinater                                             |
| --------------------------------------------------------------- | ---------- | ------------------------------- | --------------- | ----------------------------------------------- | ----------------------------------------------------------------------------- | ------------------------------------------------------- |
| Gustav II Adolf                                                 | 1928       | Otto Strandman                  | Tartu i Estland | Kungstorget vid Tartu universitets huvudbyggnad | borttagen 1950, ersatt 1992 av nygjutet exemplar av Fogelbergs Göteborgsstaty | 58°22′53.28″N 26°43′13.27″Ö / 58.3814667°N 26.7203528°Ö |
| Karl XI                                                         | 1800-talet | John Börjeson                   | Stockholm       | Stockholms slotts borggård                      | ryttarstaty, ej realiserat projekt                                            | 59°19′37″N 18°04′18″Ö / 59.32694°N 18.07167°Ö           |
| Fredrik I                                                       | 1767       | Jacques-Philippe Bouchardon (?) | Stockholm       | Kungsträdgården, sedan flyttad därifrån         | byst                                                                          |                                                         |